# ناتالیا کلی
ناتالیا کلی (انگلیسی: Natália Kelly؛ زادهٔ ۱۸ دسامبر ۱۹۹۴) یک موسیقی‌دان اهل اتریش است.
او در مسابقه آواز یوروویژن ۲۰۱۳ نماینده اتریش بود.